# Episodi di CatDog (terza stagione)
La terza stagione della serie animata CatDog, composta da 20 episodi (38 segmenti), è stata trasmessa negli Stati Uniti d'America da Nickelodeon dal 9 ottobre 1999 al 18 marzo 2001.
In Italia è stata trasmessa su Nickelodeon.
| nº  | Titolo originale           | Titolo italiano                   | Prima TV USA     | Prima TV Italia |
| --- | -------------------------- | --------------------------------- | ---------------- | --------------- |
| 1a  | Sumo Enchanted Evening     | L'incontro di Sumo                | 9 ottobre 1999   |                 |
| 1b  | Hotel CatDog               | Hotel CatDog                      | 9 ottobre 1999   |                 |
| 2a  | Rodeo CatDog               | CatDog al Rodeo                   | 16 ottobre 1999  |                 |
| 2b  | Teeth for Two              | Mal di denti                      | 16 ottobre 1999  |                 |
| 3a  | Sweet and Lola             | Lola Caricola                     | 23 ottobre 1999  |                 |
| 3b  | Rich Shreek, Poor Shriek   | La povera ricca Shriek            | 23 ottobre 1999  |                 |
| 4   | CatDogula                  | CatDogula e la festa di Halloween | 26 ottobre 1999  |                 |
| 5a  | Remain Seated              | Restate seduti!                   | 6 novembre 1999  |                 |
| 5b  | CatDog Catcher             | L'accalappiacani                  | 6 novembre 1999  |                 |
| 6   | Talkin' Turkey             | Il tacchino graziato              | 21 novembre 1999 |                 |
| 7a  | Shriek on Ice              | Shriek on Ice                     | 4 dicembre 1999  |                 |
| 7b  | No Thanks for the Memories | Dog perde la memoria              | 4 dicembre 1999  |                 |
| 8a  | CatDog 3001                | CatDog nel futuro                 | 31 dicembre 1999 |                 |
| 8b  | Cloudbursting              | La grande siccità                 | 31 dicembre 1999 |                 |
| 9a  | Fire Dog                   | Pompieri                          | 23 ottobre 1999  |                 |
| 9b  | Dog Show                   | Sfilata di cani                   | 23 ottobre 1999  |                 |
| 10a | The Geekers                | I Geekers                         | 23 marzo 2000    |                 |
| 10b | The Golden Hydrant         | L'idrante d'oro                   | 23 marzo 2000    |                 |
| 11a | Lube in Love               | Lube s'innamora                   | 23 marzo 2000    |                 |
| 11b | Picture This               | Dog fotografo                     | 23 marzo 2000    |                 |
| 12a | Stunt CatDog               | La controfigura                   | 30 marzo 1998    |                 |
| 12b | Greasers in the Mist       | Greasers nella nebbia             | 30 marzo 1998    |                 |
| 13a | Doo Wop Diggety            | I Woopers                         | 30 marzo 1998    |                 |
| 13b | CatDogumentary             | Mondo CatDog                      | 30 marzo 1998    |                 |
| 14a | Kooky Prank Day            | Pesce d'aprile                    | 1 aprile 2000    |                 |
| 14b | Back to School             | Ritorno a scuola                  | 1 aprile 2000    |                 |
| 15a | Monster Truck Folly        | La mania dei Monster Truck        | 3 novembre 2000  |                 |
| 15b | CatDog's Gold              | L'oro di CatDog                   | 3 novembre 2000  |                 |
| 16a | Silents Please!            | Silenzio, per favore              | 14 marzo 2001    |                 |
| 16b | Gorilla My Dreams          | Il gorilla dei miei sogni         | 14 marzo 2001    |                 |
| 17a | Seeying Eye Dog            | Dog cane guida                    | 15 marzo 2001    |                 |
| 17b | Beware of Cliff            | Attenti a Cliff                   | 15 marzo 2001    |                 |
| 18a | Rinky Dinks                | La partita di Hockey              | 16 marzo 2001    |                 |
| 18b | Hypno-Teased               | Ipnosi                            | 16 marzo 2001    |                 |
| 19a | CatDog Candy               | Macchina per dolci                | 17 marzo 2001    |                 |
| 19b | Movin' on Up               | Trasloco                          | 17 marzo 2001    |                 |
| 20a | New Cat in Town            | Un nuovo gatto in città           | 18 marzo 2001    |                 |
| 20b | CatDog's Booty             | Il tesoro di CatDog               | 18 marzo 2001    |                 |